# رافا بلاس
رافا بلاس (بالإسبانية: Rafael Blas Martínez Carpena)‏ هو ملحن إسباني، ولد في 8 نوفمبر 1986 في إيين في إسبانيا.